# Aerides crassifolia
Aerides crassifolia là một loài thực vật có hoa trong họ Lan. Loài này được C.S.P.Parish ex Burb. mô tả khoa học đầu tiên năm 1873.